# Habroleptoides berthelemyi
Habroleptoides berthelemyi is een haft uit de familie Leptophlebiidae. De wetenschappelijke naam van de soort is voor het eerst geldig gepubliceerd in 1968 door Thomas.
De soort komt voor in het Palearctisch gebied.